# 積田洋
積田 洋（つみた ひろし、1951年 - ）は、日本の建築学者・建築家。2021年時点では東京電機大学未来科学部学部長。博士（工学）を東京大学より取得している。

## 来歴
東京都に生まれる。
1975年に東京電機大学工学部建築学科を卒業。引き続き大学院に進み研究生となる。
設計事務所勤務を経て、東京電機大学未来科学部建築学科教授に就任し、同大学未来科学部建築学科学科長を務めたのち現職。

## 業績
日本における空間計画学創成期の代表的研究者の一人。建築・都市空間研究室を船越徹と共に運営する。

## 主な著書
- （共著）『建築・都市計画のための空間学』井上書院  1990年
  - （共著）『建築・都市計画のための空間学事典 増補改訂版』井上書院  2016年10月
- （共著）『空間体験-世界の建築・都市デザイン』井上書院  1998年
- （共著）『空間演出』井上書院  2000年11月
- （日色真帆・橋本都子・佐野友紀・宮本文人との共著）『建築・都市計画のための空間計画学』井上書院  2002年5月
- （共著）『建築情報用語辞典』、2003年7月
- （共著）『空間要素』、2003年7月
- （共著）『計画設計情報活用事典』、2003年7月
- （共著）『建築・都市計画のための空間学事典』井上書院  2005年4月
- （共著）『空間デザイン事典』井上書院  2006年7月
- （共著）『建築設計テキスト 事務所建築』彰国社  2008年3月
- （船越徹との共著）『建築・都市計画のための空間の文法』彰国社  2011年8月
- （鈴木弘樹・大佛俊泰・福井通・安原治機・横山勝樹との共著）『建築・都市計画のための調査・分析方法』井上書店  2012年5月
- （福井通・赤木徹也・金子友美・鈴木弘樹・山家京子との共著）『建築空間計画』彰国社  2012年9月
- （恒松良純との共著）『建築設計テキスト 図書館』彰国社  2016年2月
- （金子友美・松永英伸との共著）『建築設計テキスト 併用住宅』彰国社  2016年12月